# UFA Factual

Logo von UFA Entertainment (1995 bis 2013)

Die UFA Factual GmbH war ein senderunabhängiger Fernsehproduzent von Realityformaten, Show, Infotainment und Factual Entertainment. Von 1995 bis 2013 firmierte das Unternehmen unter dem Namen UFA Entertainment GmbH. Danach wurde die umbenannte UFA Factual GmbH Teil des Produktionsbereichs UFA Show & Factual, der 2015 durch Zusammenschluss mit der UFA Show GmbH zu einem eigenen Unternehmen gebildet wurde.
UFA Factual gehörte in Deutschland zur UFA-Gruppe und weltweit zu FremantleMedia, einem der größten internationalen Produzenten von Entertainment-Formaten. Die in London ansässige FremantleMedia produziert als Teil der RTL Group über 260 Formate in mehr als 45 Ländern und ist mit 23 eigenen Büros weltweit vertreten.

## Produktionen (Auswahl)
- Zuhause im Glück (RTL II)
- Bauer sucht Frau (ATV)
- Schwer Verliebt (Sat.1)
- Die (T)raumretterin
- Ballermann Hits
- Rock statt Rente (Sat.1)